# Supercoupe d'Andorre de football
La Supercoupe d'Andorre est une compétition annuelle de football opposant le champion d'Andorre et le vainqueur de la coupe d'Andorre.

## Histoire
Cette compétition, actuellement connue sous le nom de Supercoupe d'Andorre (en catalan : Supercopa Andorrana), a été créée en 2003.

## Palmarès

### Finales
| Édition | Vainqueur             | Score               | Finaliste               |
| ------- | --------------------- | ------------------- | ----------------------- |
| 2003    | FC Santa Coloma       | 3 – 2 ap            | UE Sant Julià           |
| 2004    | UE Sant Julià         | 2 – 1               | FC Santa Coloma         |
| 2005    | FC Santa Coloma       | 1 – 0               | UE Sant Julià           |
| 2006    | FC Rànger's           | 4 – 3 ap            | FC Santa Coloma         |
| 2007    | FC Santa Coloma       | 1 – 0               | FC Rànger's             |
| 2008    | FC Santa Coloma       | 3 – 0               | UE Sant Julià           |
| 2009    | UE Sant Julià         | 2 – 1               | FC Santa Coloma         |
| 2010    | UE Sant Julià         | 3 – 2 ap            | FC Santa Coloma         |
| 2011    | UE Sant Julià         | 4 – 3               | FC Santa Coloma         |
| 2012    | FC Lusitanos          | 2 – 1               | FC Santa Coloma         |
| 2013    | FC Lusitanos          | 1 – 0               | UE Santa Coloma         |
| 2014    | UE Sant Julià         | 1 – 0               | FC Santa Coloma         |
| 2015    | FC Santa Coloma       | 1 – 1ap (5 – 4 tab) | UE Sant Julià           |
| 2016    | UE Santa Coloma       | 1 – 0               | FC Santa Coloma         |
| 2017    | FC Santa Coloma       | 1 – 0 ap            | UE Santa Coloma         |
| 2018    | UE Sant Julià         | 2 – 1               | FC Santa Coloma         |
| 2019    | FC Santa Coloma       | 2 – 1               | UE Engordany            |
| 2020    | Inter Club d'Escaldes | 2 – 0               | FC Santa Coloma         |
| 2021    | Inter Club d'Escaldes | 2 – 1               | UE Sant Julià           |
| 2022    | Inter Club d'Escaldes | 2 – 1               | Atlètic Club d'Escaldes |
| 2023    | Inter Club d'Escaldes | 3 – 1               | Atlètic Club d'Escaldes |
| 2024    | UE Santa Coloma       | 2 – 1               | Inter Club d'Escaldes   |

### Nombre de titres par clubs
Les clubs en gras sont encore en activité.
| Rang | Clubs                 | Titre(s) | Dernier titre |
| ---- | --------------------- | -------- | ------------- |
| 1    | FC Santa Coloma       | 7        | 2019          |
| 2    | UE Sant Julià         | 6        | 2018          |
| 3    | Inter Club d'Escaldes | 4        | 2023          |
| 4    | FC Lusitanos          | 2        | 2013          |
| 4    | UE Santa Coloma       | 2        | 2024          |
| 6    | FC Rànger's           | 1        | 2006          |

### Statistiques
- Plus grand nombre de victoires consécutives : 3 victoires consécutives, l'UE Sant Julià entre 2009 et 2011.
- Plus grand nombre de participations à une finale : Le FC Santa Coloma a participé 17 fois à la finale de la compétition.
- Victoire la plus large en finale : 3 buts d'écart, FC Santa Coloma 3-0 UE Sant Julià en 2008.
- Plus grand nombre de buts marqués en finale : 7 buts, FC Ranger's 4-3 FC Santa Coloma en 2006 et UE Sant Julià 4-3 FC Santa Coloma en 2011.